# Неклюдов, Алексей Игоревич
Алексе́й И́горевич Неклю́дов (род. 31 июля 1963, Москва) — российский актёр театра и кино, радиоведущий, официальный голос «ОРТ / Первого канала» (с сентября 1998 года), бывший официальный голос радиостанции «Наше радио» (1998—2006).

## Биография

### Ранние годы
Родился 31 июля 1963 года в Москве. Отец, Игорь Николаевич Неклюдов (1929—1998), — журналист, заведующий отделом науки редакции «Медицинской газеты», ответственный секретарь редакции журнала «Здоровье». Мать, Тамара Ивановна (1928—2004), — художественный редактор «Журнала мод», в прошлом — оперная певица.
В 1985 году Алексей окончил школу-студию имени Немировича-Данченко при МХАТ (курс А. А. Попова и В. П. Маркова). Обучался вместе с Александром Яцко, Александром Резалиным, Алёной Охлупиной, Константином Лавроненко и другими.

### Карьера
Служил в нескольких театрах: ЦАТСА (1985—1986), театре им. Пушкина (1986—1988), «Сатириконе» (1988—1991), театре Антона Чехова (1990), театре Алексея Рыбникова (1992—1993) и «Табакерке» (1993—1996).
В 1987 году озвучил последнюю роль Народного артиста РСФСР Андрея Миронова — Санглие в фильме «Следопыт», поскольку сам Миронов его озвучить не успел. Параллельно с работой в театре Чехова вёл собственную музыкальную программу «Джаз от Неклюдова» на «Радио Рокс».
Принимал участие в телепередачах «Весёлые ребята» (пародировал Сергея Капицу), «Вокруг смеха» (пародировал Олега Ефремова, Александра Калягина и Евгения Евстигнеева), «Оба-на!». В 1994 году участвовал в радиоспектакле по произведениям Даниила Хармса на радио «Эхо Москвы».
В 1995 году стал членом Союза театральных деятелей России. Был инициатором проведения театральных капустников в Доме актёра.
Одна из последних работ актёра и режиссёра Алексея Неклюдова в театре — роль знаменитого саксофониста Чарли Паркера в посвящённом ему спектакле по повести «Преследователь» Хулио Кортасара. Премьера спектакля «Six. Sax. Sex.» состоялась в марте 1999 года в театре на Таганке. Этот проект выиграл грант в конкурсе «Театр на пороге XXI века», который проводил Институт «Открытое общество».
В 1998 году был голосом заставки и рубрик утреннего канала «Навигатор» (нынешнее «Настроение») на «ТВ Центре». Также озвучивал рекламные ролики.
С сентября 1998 года по настоящее время озвучивает анонсы кинофильмов и передач на «Первом канале» (ОРТ), имиджевые ролики канала, некоторые его передачи («Абракадабра», «Идеальный ремонт», «Куб» и др.). На телеканал актёр пришёл по приглашению генерального продюсера Константина Эрнста, поскольку уже работающий здесь Анатолий Максимов был заместителем генпродюсера по кинопоказу и не мог постоянно озвучивать анонсы. В некоторых зарубежных киноанонсах с сентября 2002 по август 2003 года Неклюдов выступал и в качестве закадрового переводчика реплик актеров. Параллельно с работой на «Первом», с декабря 1998 по декабрь 2006 года озвучивал джинглы и анонсы программ радиостанции «Наше радио».
С 2005 по 2013 год — также голос киноканала «Дом кино», кулинарного канала «Телекафе», музыкального канала «Музыка Первого» и биографического канала «Время» — каналов, входящих в цифровое телесемейство «Первого канала». Также с 2007 по 2010 год был голосом детского канала «Теленяня».
В 2014 году был голосом церемоний открытия и закрытия зимних Олимпийских и Паралимпийских игр в Сочи, также выступал в качестве приглашённой звезды во второй 1/8 финала Высшей лиги КВН (приветствие команды «Саратов»).
С 2015 года на «Радио Шансон» ведёт еженедельный чарт хит-парада «Шансон года».
С мая 2017 года работает на развлекательной интернет-радиостанции «Fomenko Fake Radio», запущенной Николаем Фоменко, где играет несколько ролей — ведущего Юрия Бурзона и различных гостей. С 9 февраля 2019 по 8 февраля 2020 года вёл телеверсию эфиров этой радиостанции на канале НТВ.
С июня 2017 года озвучивает анонсы на телеканале о путешествиях «Поехали!», входящем в АО «Первый канал. Всемирная сеть».
15 января 2023 года, на фоне вторжения России на Украину, был внесён в санкционный список Украины.

## Работы

### Театр
ЦАТСА
- 1985 — «Осенняя кампания 1799 года» А. О. Ремеза — пехотинец
- 1985 — «Давным-давно» А. К. Гладкова — Ртищев
- 1986 — «Учитель танцев» Лопе де Вега — несколько ролей

Театр Антона Чехова
- 1990 — «Вишнёвый сад» (пост. Л. Г. Трушкина) — Епиходов[14]

Театр Алексея Рыбникова
- 1992 — «Литургия оглашённых»

«Табакерка»
- 1993 — «Страсти по Бумбарашу» Ю. Ч. Кима — поручик Ильин[15]
- 1993 — «Матросская тишина» А. А. Галича — Чернышёв, Лапшин, Одинцов[16]
- 1994 — «Затоваренная бочкотара» В. П. Аксёнова — Телескопов-старший[17]
- 1994 — «Механическое пианино» Н. С. Михалкова — помещик Павел Петрович Щербук (сосед Войницевых)[18]

### Фильмография
1. 1988 — «Раз, два — горе не беда!» — чёрный рыцарь
2. 1989 — «Следствие ведут ЗнаТоКи. Мафия» — Матвей Сергеевич Снегирёв
3. 2007 — «Три дня в Одессе» — человек Славинского
4. 2007 — «Новогодняя ночь на Первом-2008» — переводчик режиссёра Антонио Ризотто
5. 2008 — «Дважды в одну реку» — врач-травматолог
6. 2008 — «Новогодняя ночь на Первом-2009» — посетитель в клоунском гриме (во время песни «Арлекино»)
7. 2009 — «Безмолвный свидетель-3»
8. 2010 — «Небо в огне» — преподаватель математики

### Озвучивание
Фильмы
1. 1987 — «Следопыт» — Санглие (роль Андрея Миронова)[19]
2. 2024 — «ТСЖ „Лукоморье“» (новогодний мюзикл) — читает текст

Мультфильмы
1. 1987 — «Ленивое платье» — читает текст (в титрах указан, как А. Нехлюдов)
2. 1988 — «Парк культуры» — скульптура-футболист / скульптура-скрипач
3. 2004 — «Незнайка и Баррабасс» — рыбак Лим / авиатор Дитрих
4. 2007 — «Весёлые мишки» (2 сезон) — бурый мишка Потап